# Edmundo Alves de Souza Neto
Edmundo Alves de Souza Neto (Niterói, 2 april 1971), kortweg Edmundo, is een voormalig Braziliaans profvoetballer.
Edmundo speelde als aanvaller bij vele clubs in Brazilië, Italië en Japan. Ook kwam hij uit voor Brazilië waarmee hij in 1997 de Copa America won ten koste van gastland Bolivia (3-1). Hij nam in de finale het openingsdoelpunt voor zijn rekening. In datzelfde jaar werd hij verkozen tot Braziliaans voetballer van het jaar. Hij speelde mee op de WK-eindronde 1998.
Door zijn agressieve speelstijl en temperament kreeg hij vaak gele en rode kaarten en verwierf hij de bijnaam Het Beest. Hij begon zijn loopbaan in 1990 bij CR Vasco da Gama en sloot daar ook zijn carrière af in december 2008.
Op 14 maart 1995 stelden de autoriteiten in de Ecuadoriaanse stad Guayaquil hem op vrije voeten na vier dagen arrest. Edmundo was in zijn hotelkamer vastgehouden na het vernielen van een televisiecamera bij de wedstrijd van zijn club Palmeiras tegen Nacional om de CONMEBOL Libertadores. Palmeiras betaalde de gedupeerde tv-maatschappij een schadevergoeding van omgerekend 16.000 gulden. Edmundo reageerde zich gepikeerd af op de camera na de nederlaag tegen Nacional. Tijdens de wedstrijd miste hij een strafschop.

## Erelijst
Vasco da Gama
- Campeonato Brasileiro Série A: 1997
- Campeonato Carioca: 1992

 Palmeiras
- Campeonato Brasileiro Série A: 1993, 1994
- Campeonato Carioca: 1993, 1994
- Torneio Rio-São Paulo: 1993

 Brazilië
- CONMEBOL Copa América: 1997
- Umbro Cup: 1995

Individual
- Bola de Ouro: 1997
- Bola de Prata: 1993, 1997
- Zuid-Amerikaanse Ploeg van het Jaar: 1995, 1997
- Zuid-Amerikaans Speler van het Jaar – Bronzen Bal: 1995
- Chuteira de Ouro: 1997
- Topscorer Copa do Brazil: 2008
- Topscorer Campeonato Brasileiro Série A: 1997
- FIFA-wereldkampioenschap voetbal – Zilveren Bal: 2000